# Etosha Nemzeti Park

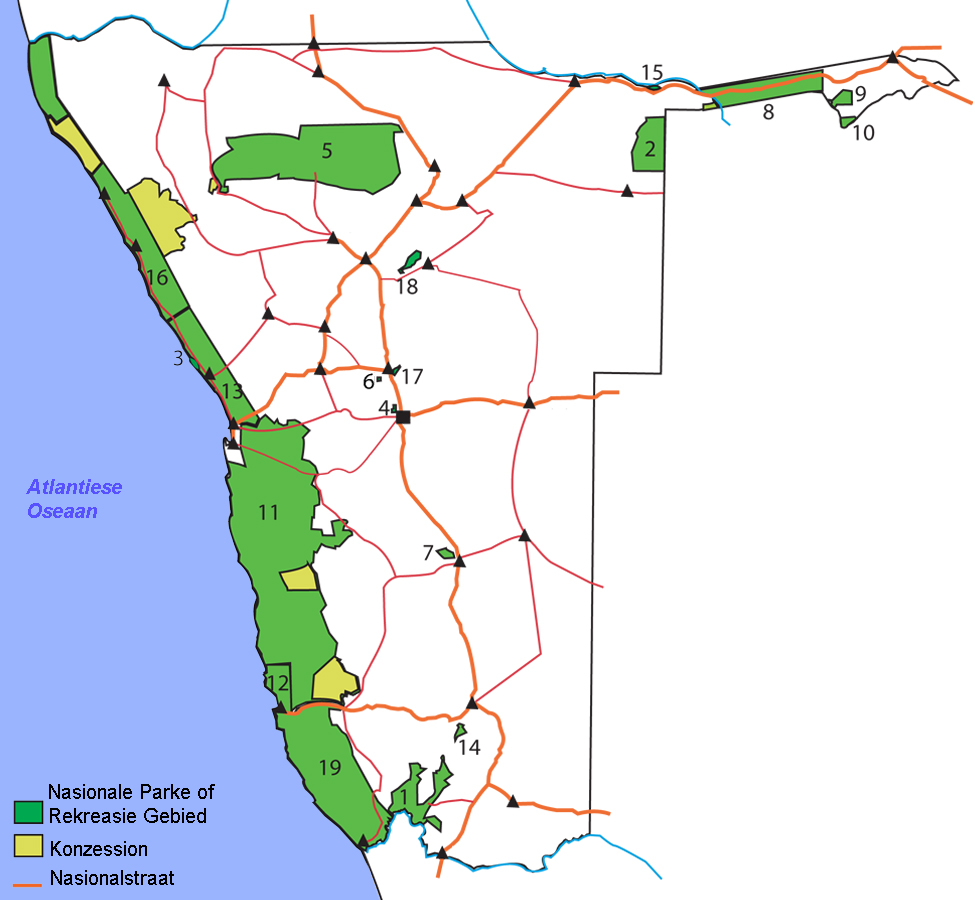
Namíbia nemzeti parkjai (afrikaans feliratokkal, angol nevekkel):1. Ai Ais Hot Springs 4321.97 sqm
2. Bwabwata National Park 6333.07 sqm
3. Cape Cross Seal Reserve 22.88 sqm
4. Daan Viljoen 39.09 sqm
5. Etosha National Park 22151.40 sqm
6. Gross Barmen Hot Springs 0.93 sqm
7. Hardap Recreation Resort 239.97 sqm
8. Khaudom National Park 3657.91 sqm
9. Mamili National Park 343.17 sqm
10. Mudumu National Park 726.25 sqm
11. Namib Naukluft National Park 50951.74 sqm
12. National Diamond Coast Recreation Area 58.36 sqm
13. National West Coast Recreation Area 7445.95 sqm
14. Naute Recreation Resort 220.30 sqm
15. Popa Falls 0.15 sqm
16. Skeleton Coast Park 17163.70 sqm
17. Von Bach Recreation Resort 41.24 sqm
18. Waterberg Plateau Park 397.95 sqm
19. Sperrgebiet National Park 21751.86 sqm

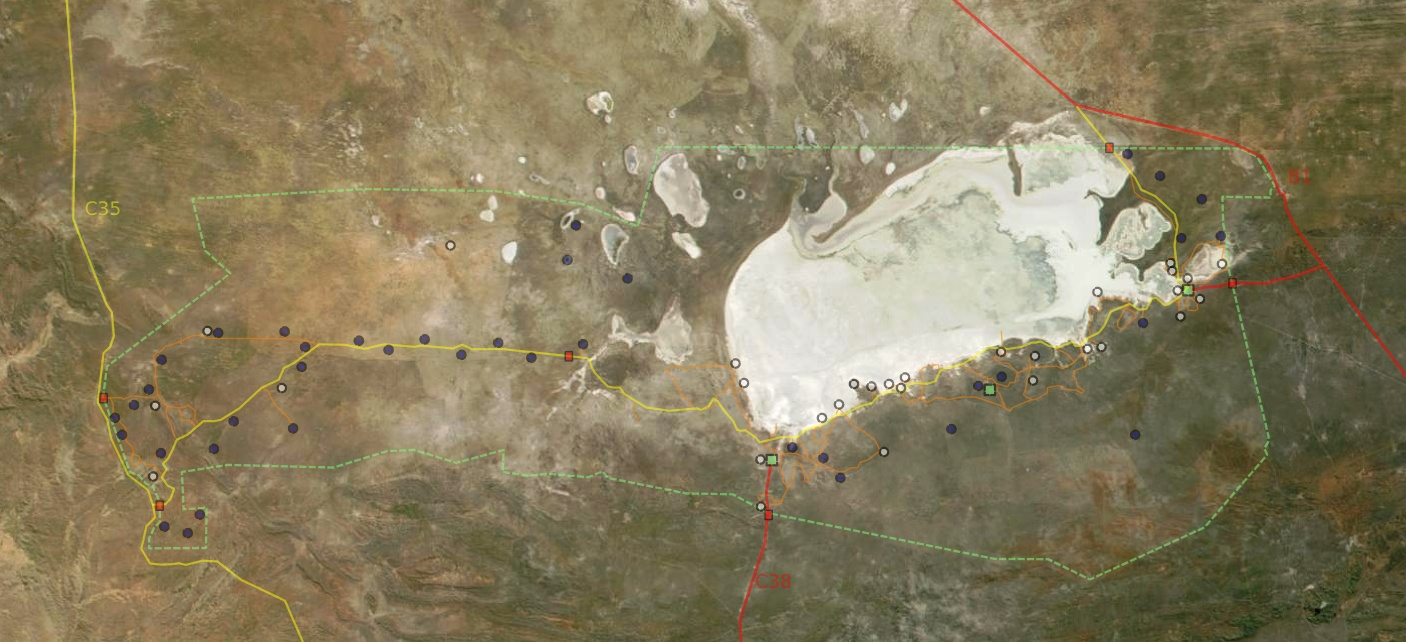
A park az űrből:
vörös vonal: szilárd burkolatú út;
sárga vonal: kaviccsal felszórt út;
szaggatott zöld vonal: kerítés;
vörös négyzet: kapu;
zöld négyzet: táborhely
sötét kör: mesterséges itatóhely;
fehér kör: természetes itatóhely

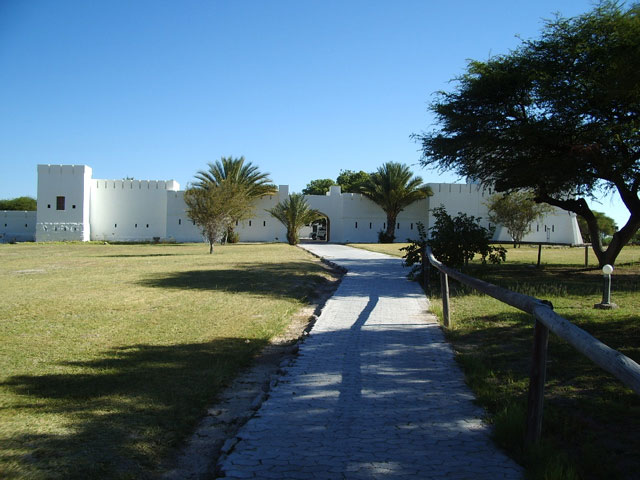
A Namutoni táborhely

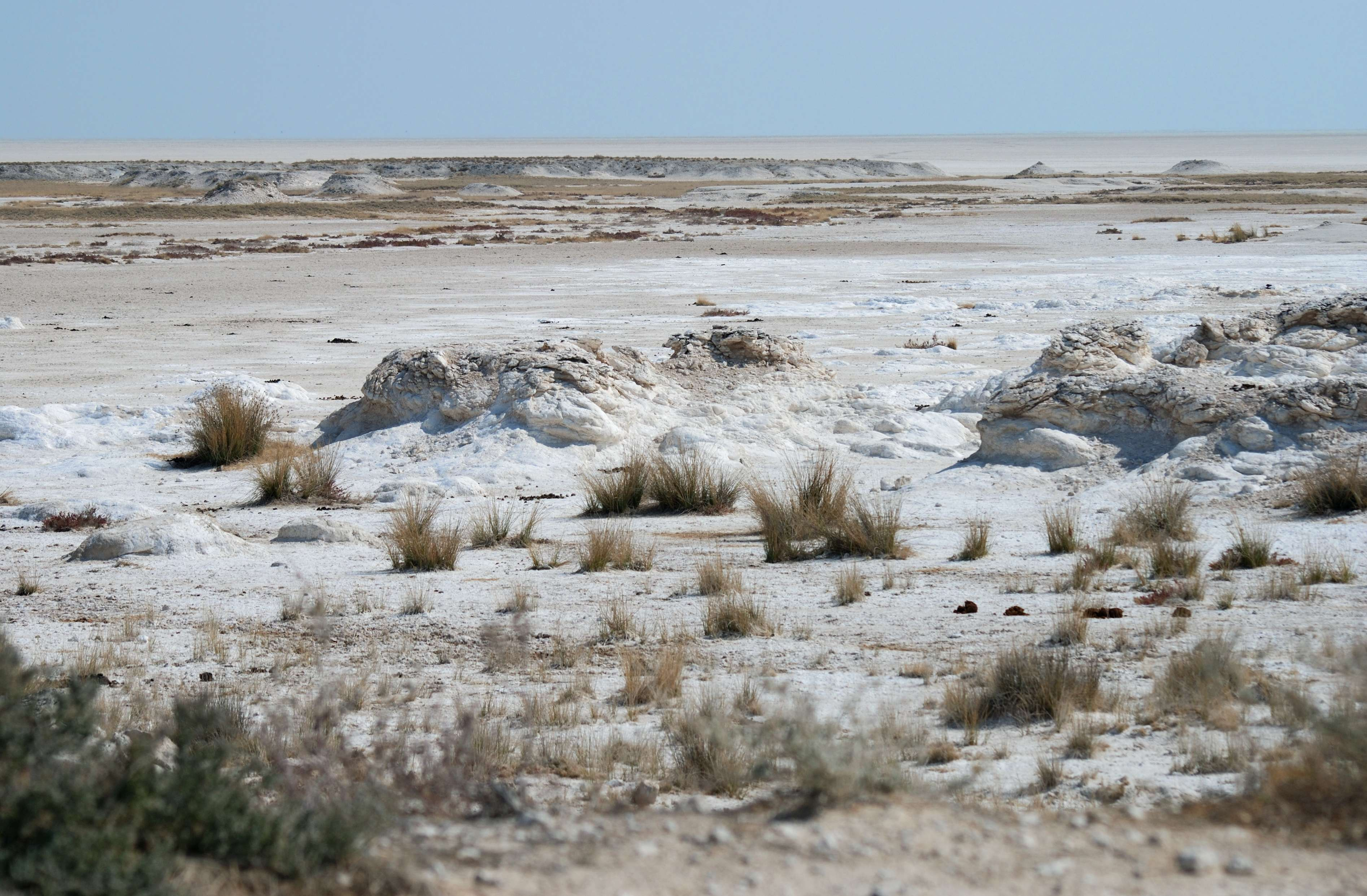
Az Etosha-mocsár a száraz évszakban

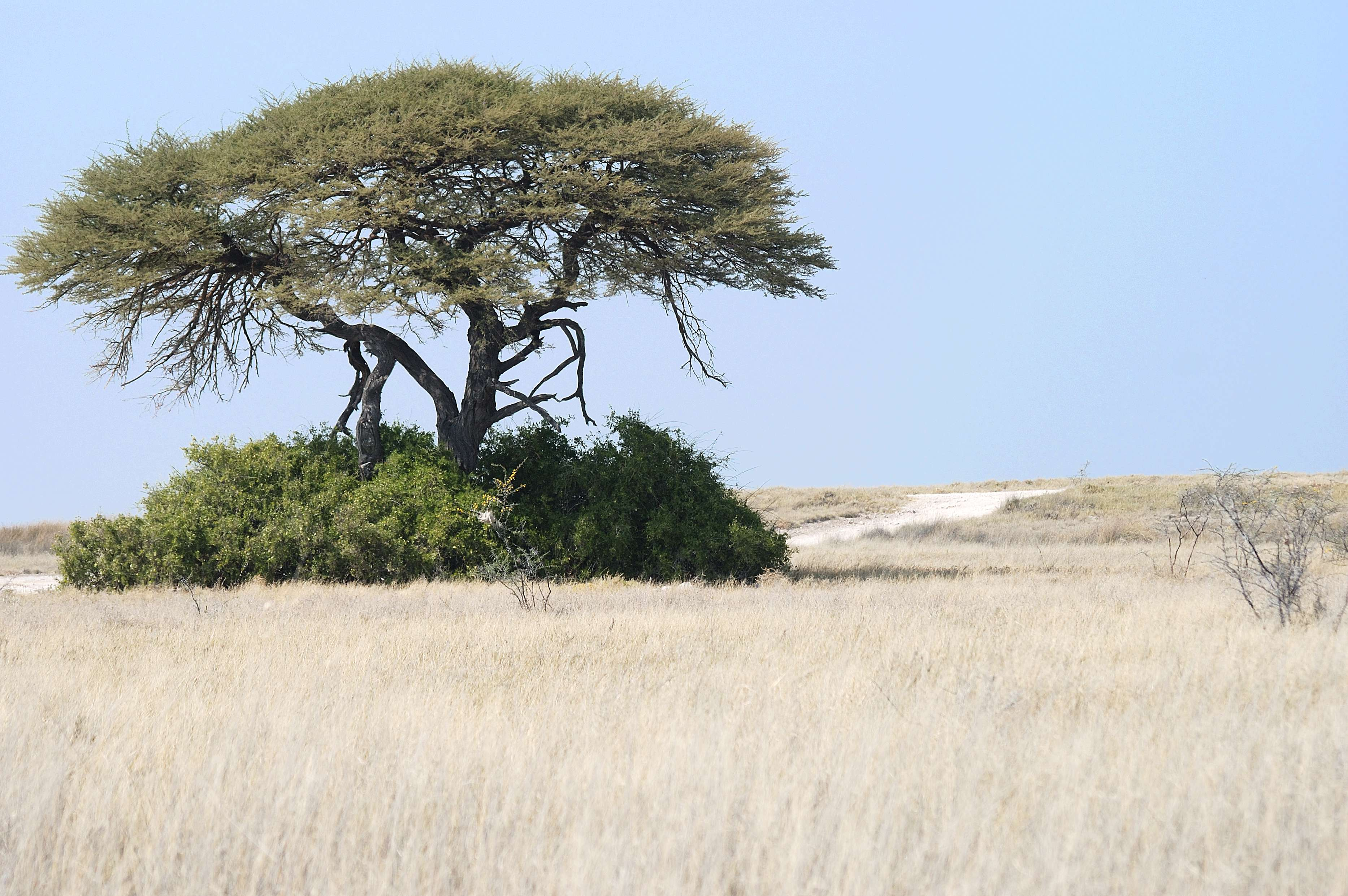
Ligetes szavanna

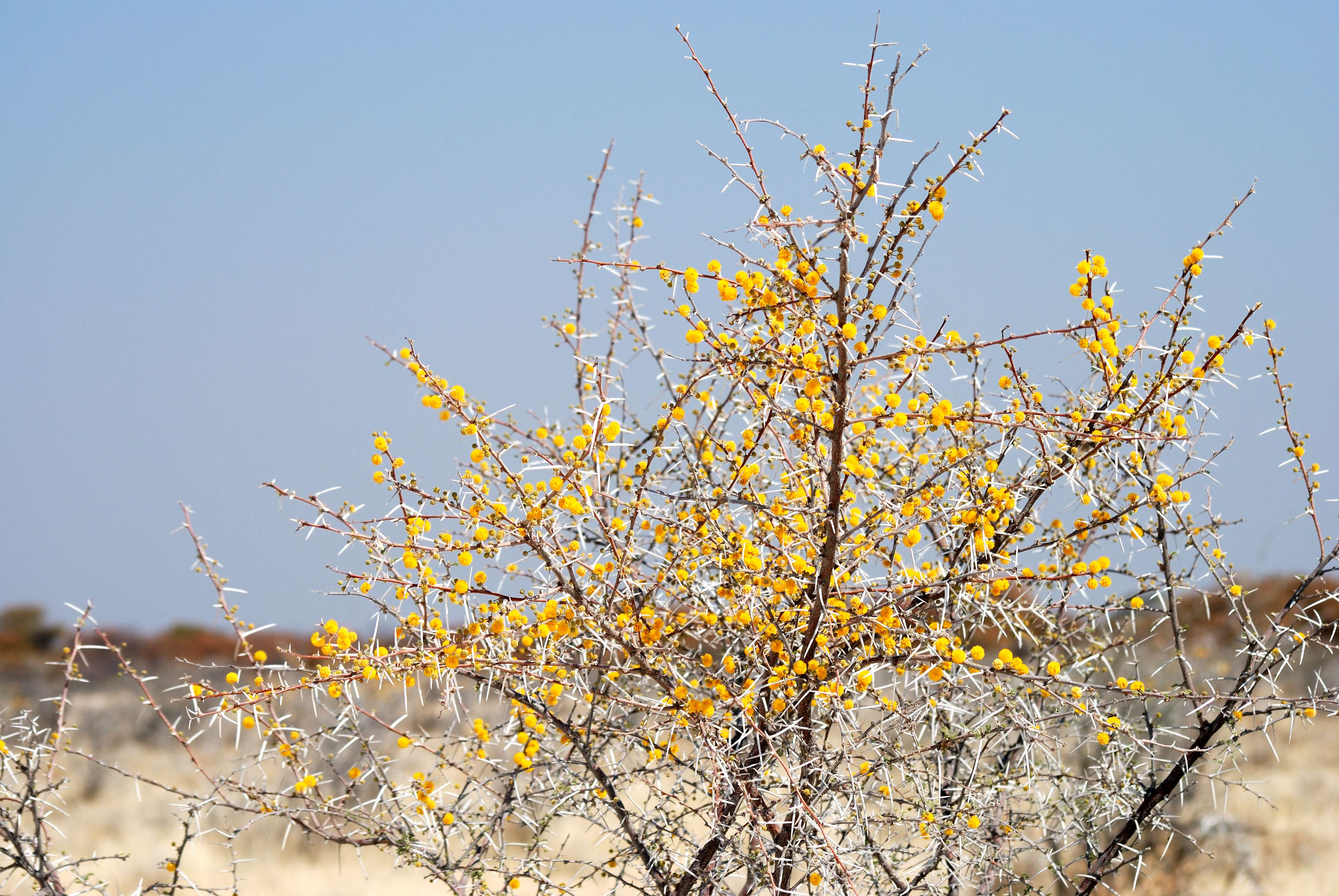
Virágzó akácia (Acacia sp.)

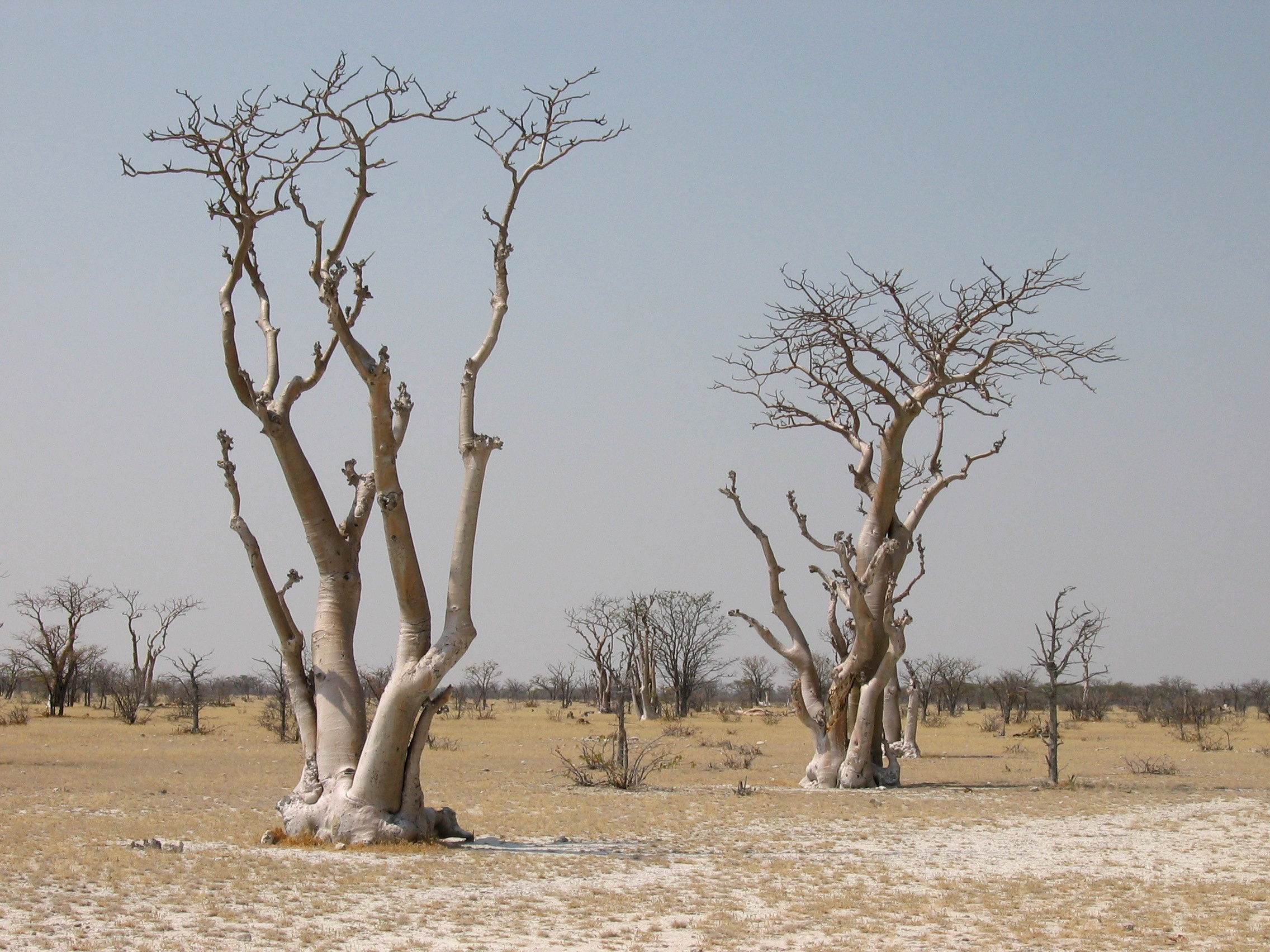
Moringa fák Sprokieswoudnál

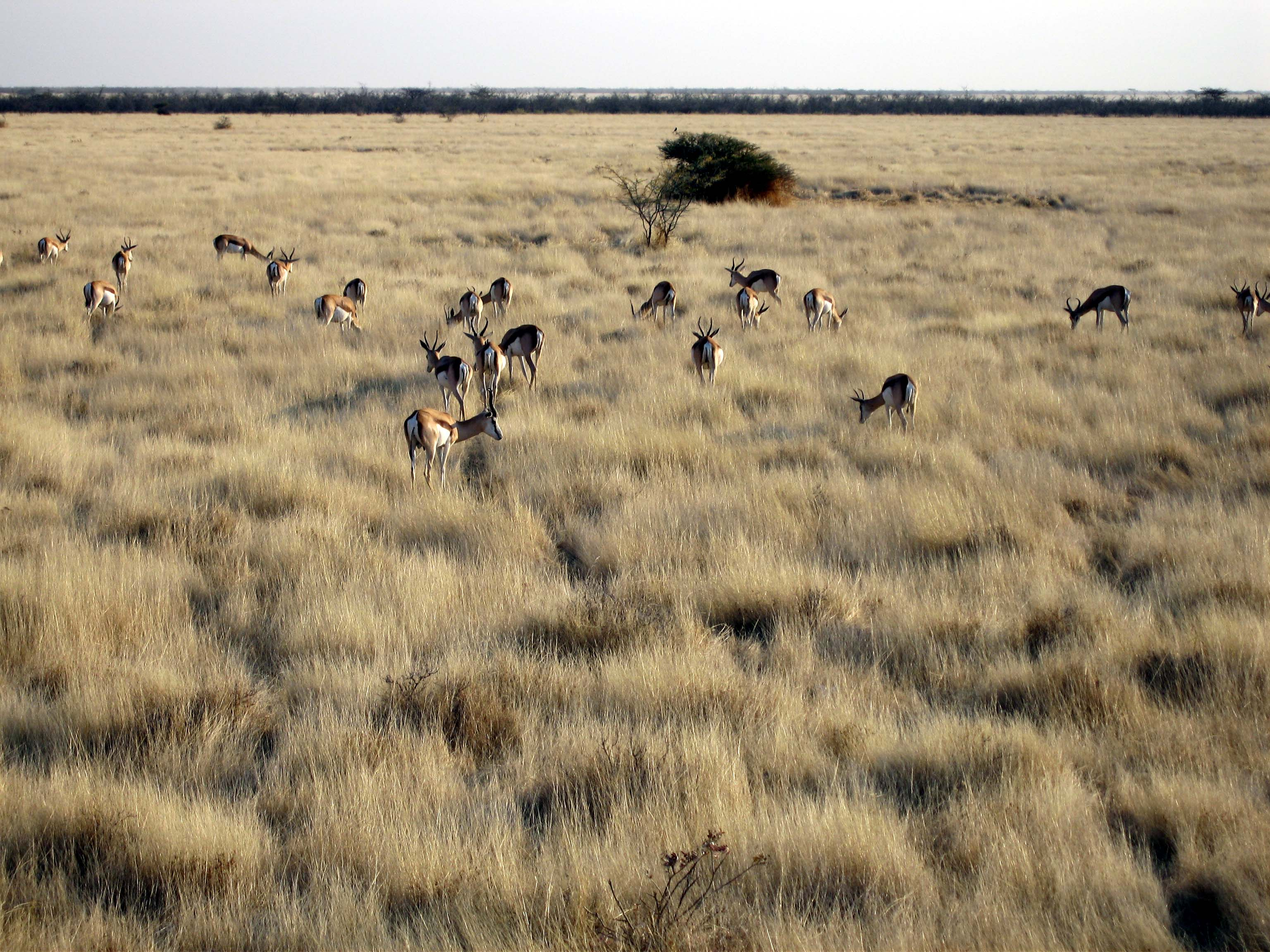
A szavannán legelésző gazellák

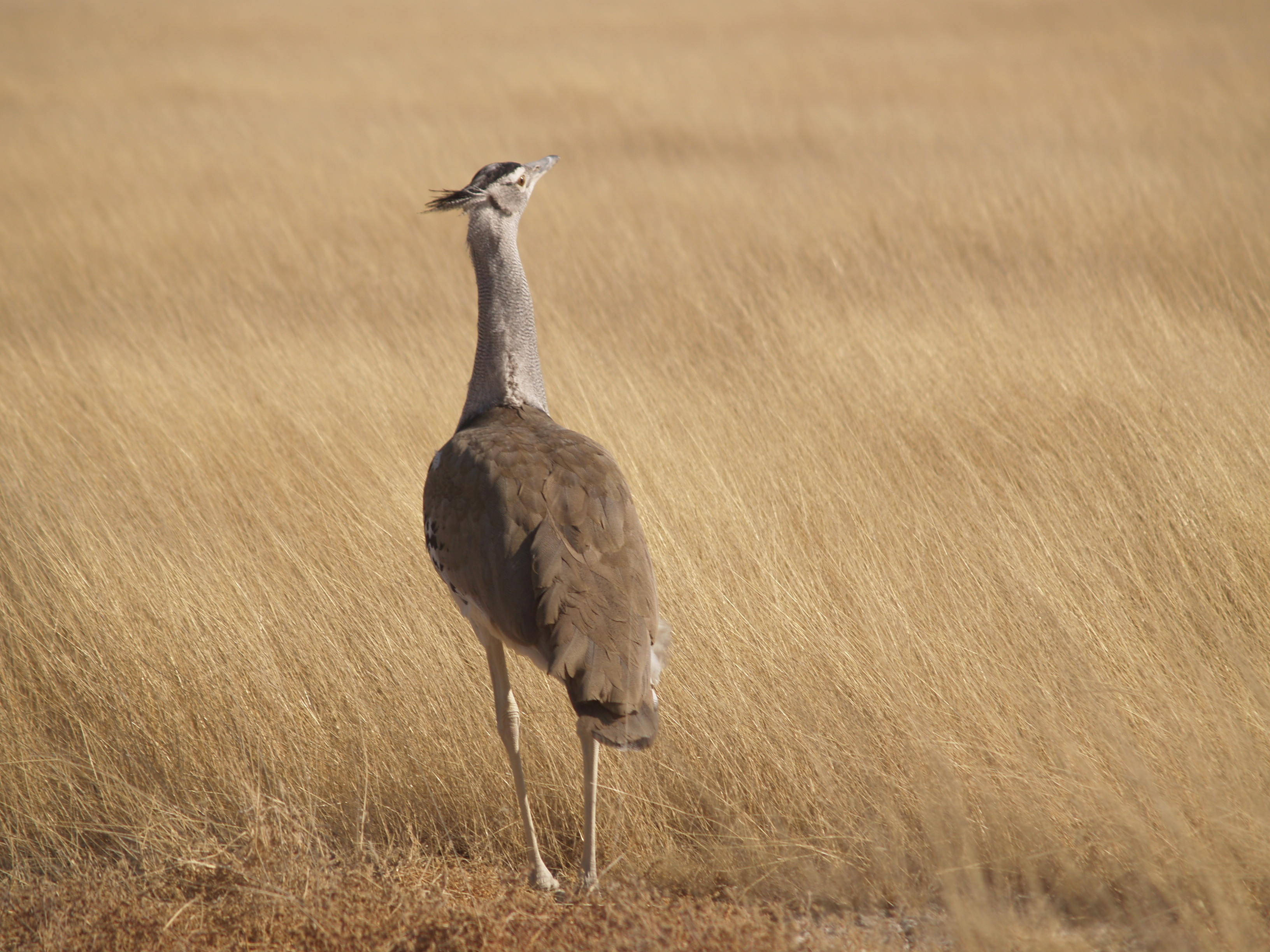
Óriástúzok (Ardeotis kori)

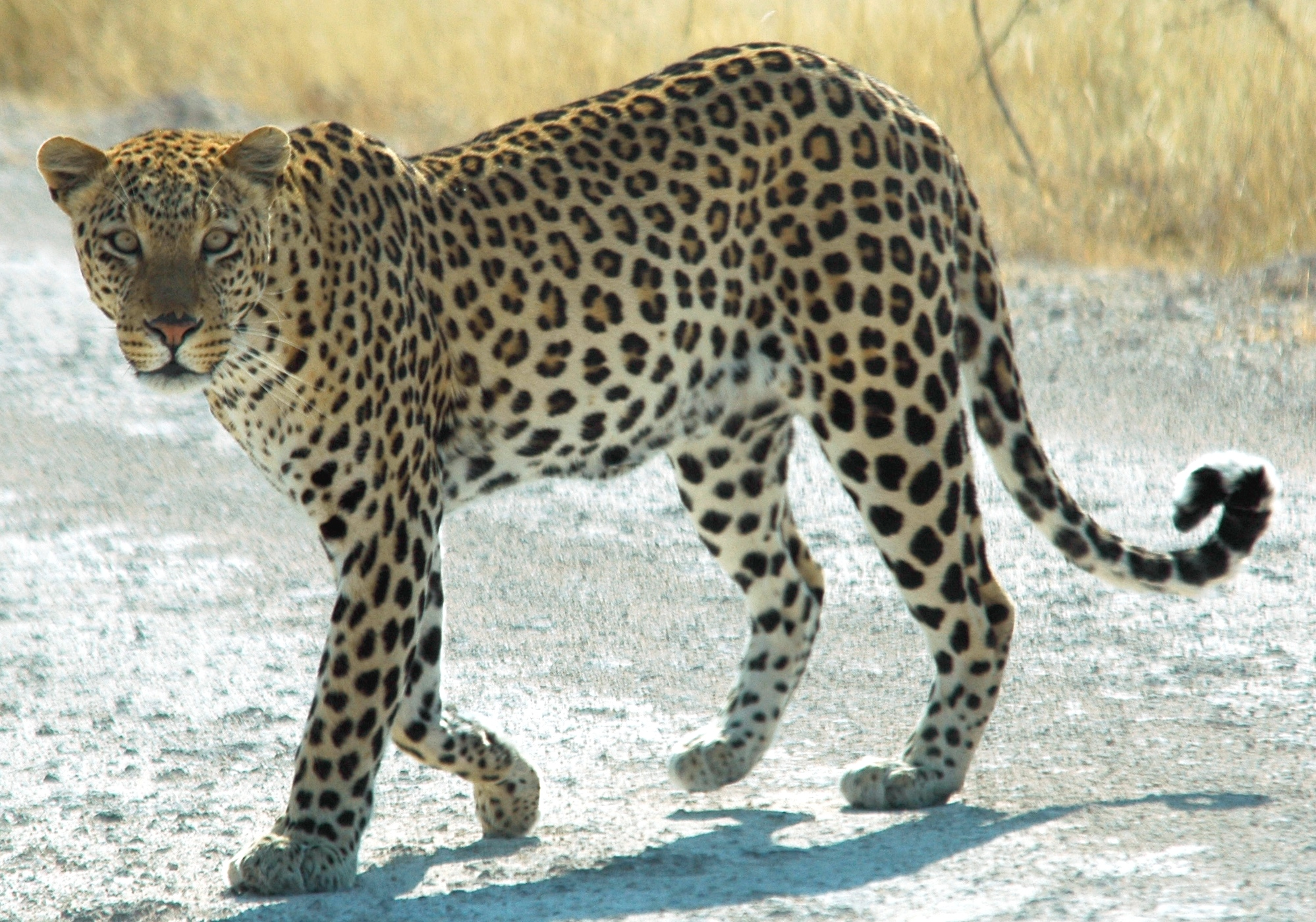
Leopárd (Panthera pardus) a szikes talajon

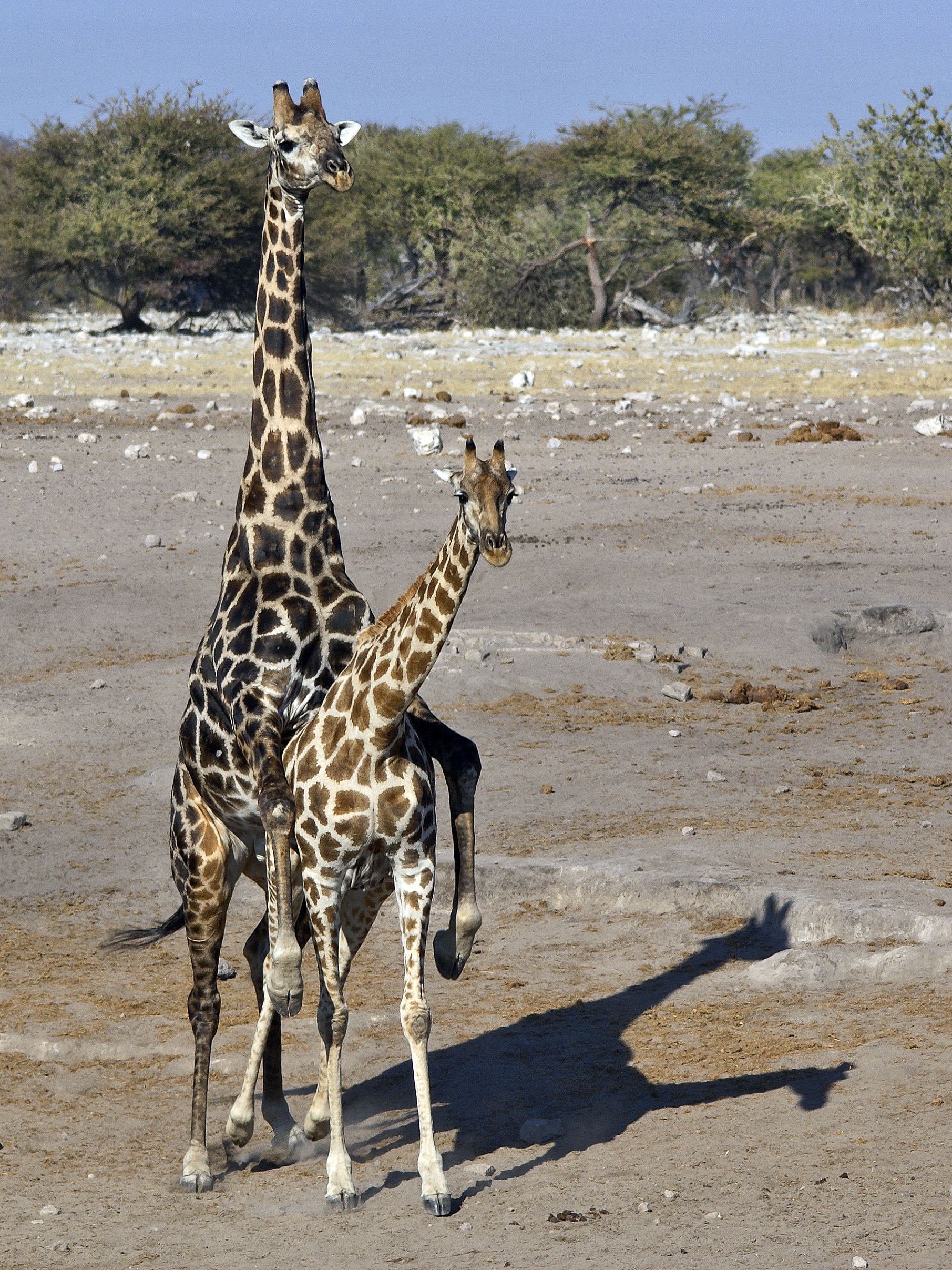
Párzó zsiráfok (Giraffa camelopardalis angolensis)

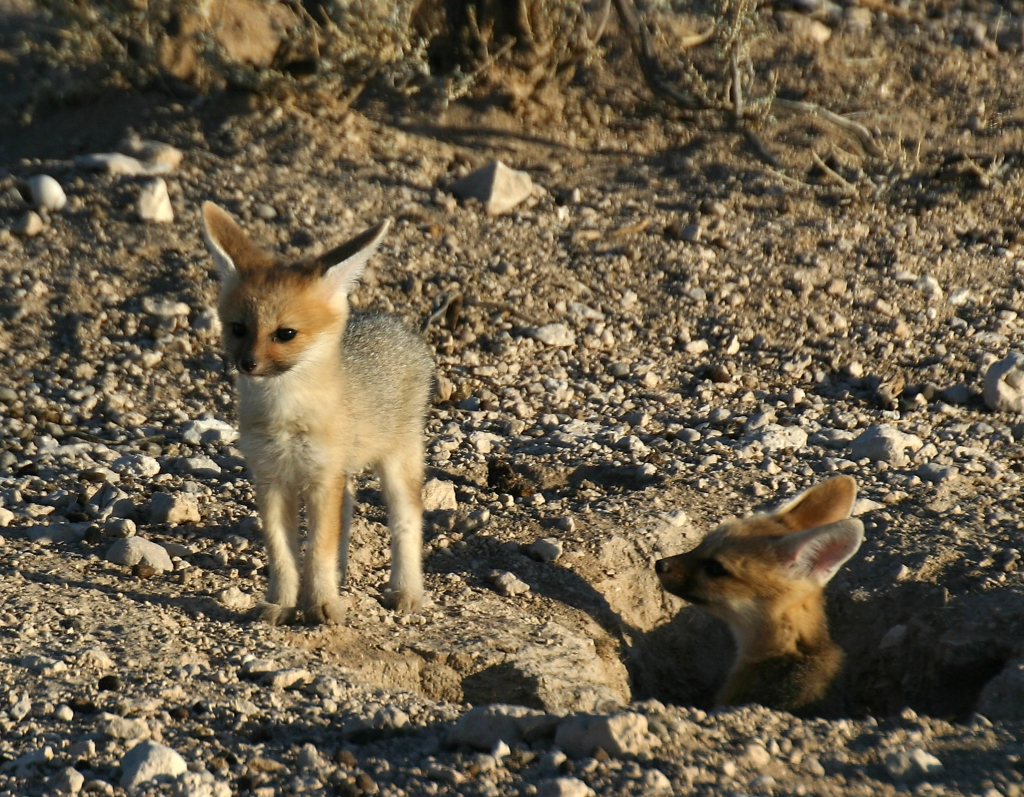
Ezüsthátú róka kölykök (Vulpes chama)

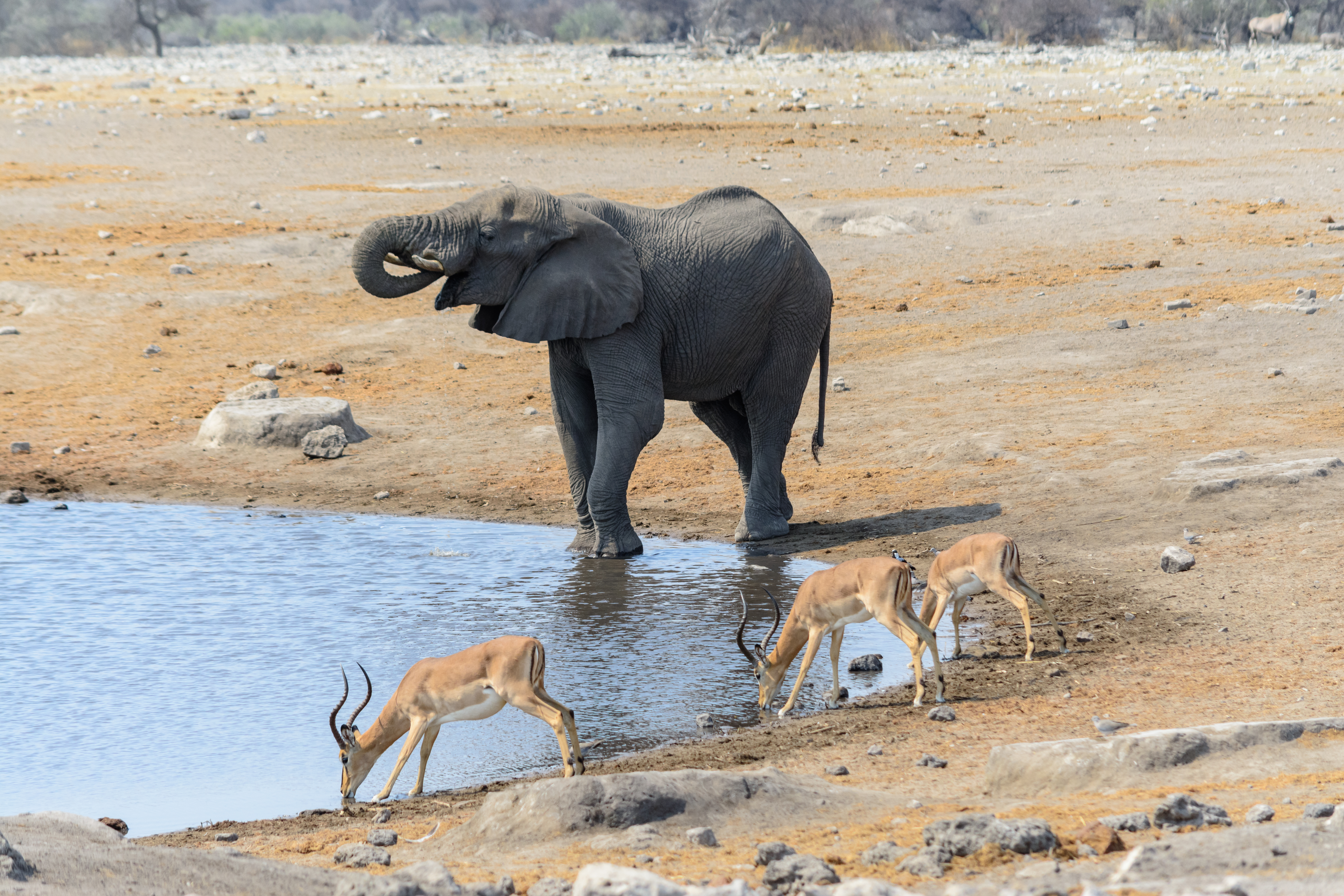
Itatóhely

A Namíbiai Etosha Afrika egyik legrégibb nemzeti parkja. Területe 22 270 km². Az etosha szó ovambó nyelven „Nagy fehér síkságot” jelent, és ezt a nevet a közepén található tómederről kapta.
114 emlősfaj, 340 madárféle, 16 hüllőfaj és számtalan rovarfaj védett élőhelye.
A park területe az idők során számos alkalommal változott.
Egyéni turisták számára a keleti kétharmad része látogatható, a nyugati egyharmad rész a szervezett látogatók számára van fenntartva.

## Földrajzi helyzete
Az Etosha-mocsár Namíbia északi részén található, Ovambo-föld közepén, a déli szélesség 19. és a keleti hosszúság 16. foka környékén. Délről és keletről az Ovambo-fennsík határolja, északon a Huíla-fennsík, nyugaton pedig a Kaoko-hegység (Kaoko Veld) választja el a Namib-sivatagtól.

## Története
Az Etosha-medencéről és annak közepén az Etosha-mocsárról először Charles Andersson és Francis Galton európai felfedezők adtak hírt. Ők 1851. május 29-én érkeztek a mai park keleti részébe, Namutoni tábor vidékére.
A park környéke a 20. század elején még erdős szavanna volt, gazdag állatvilággal. A növénytermesztés térhódítását látva dr. F. van Lindequist, Német Délnyugat-Afrika kormányzója 1907. március 22-én vadrezervátummá nyilvánította a Kunene és Hoarusib folyók torkolatától nyugat felé Namutoniig terjedő, mintegy 80 000 négyzetkilométert — ez volt a világ legnagyobb rezervátuma.
A fehér farmerek 1955-ben építették az első határkerítéseket a park déli övezetében.
1958-ban a vadrezervátumot Etosha Vadaspark névre nevezték át, és egyúttal jelentősen, 55 000 négyzetkilométerre csökkentették területét. 1967-ben a Dél-afrikai Köztársaság parlamentje nemzeti parkká nyilvánította, így lett Etosha Nemzeti Park.
1970-ben a dél-afrikai Odendaal Területi Adminisztráció javaslatára területét a jelenlegi 22 700 négyzetkilométerre csökkentették, hogy „otthonokat” építhessenek a bennszülött lakosságnak. 1973-ra az egész parkot körbekerítették. A kerítés hossza 850 km.

## Természeti viszonyai
Az Etosha-medencét a permokarbon eljegesedés idején egy gleccser koptatta ki. A medence és a tengerparti sáv közvetlen kapcsolatát a Kaoko-hegység felgyűrődése szüntette meg. Ezután a medence a csapadékviszonyoknak megfelelően többször is egyenlőtlen időközönként hol összefüggő tóvidékké alakult, hol kiszáradt. A síkság a Kalahári-medence része. A park középső részét egy sós lapály foglalja el, amiben csak az az esős évszak végén gyűlik össze némi víz. A tómeder több mint 10 millió éve alakult ki; a tükörsima, 150 km hosszú meder holdbéli tájra emlékeztet. A tó körüli területek növényföldrajzilag nagyon változatosak; a lombos erdőktől a szavannán át a félsivatagig sokféle élőhely megtalálható. A tóvidék felülete egykor mintegy 70 000 négyzetkilométer volt; most mintegy 4590 négyzetkilométer.
Az Etosha-mocsárban három évszak különböztethető meg:
- hideg és száraz májustól augusztusig
- forró és száraz: szeptembertől az esőzés kezdetéig
- meleg és nedves: az esőzések kezdetétől áprilisig

Az esőzés már kora szeptemberben elkezdődhet, de gyakran csak decemberben vagy még később. A legcsapadékosabb hónap a február.
Mivel a mocsár lefolyástalan terület, a bepárlódó vízből kicsapódnak a sók; a felszín erősen szikes; a mocsárban és peremvidékén kontinentális sziknövényzet alakult ki. Az esős évszakban az északról és keletről befutó patakok feltöltik a tavat, amiben ilyenkor 15–300 cm-es vízréteg gyűlik össze. A száraz évszakokban a tó gyorsan kiszárad, és az uralkodó keleti szelek valósággal kiseprik a fenekét. Augusztusra a porfelhők olyan sűrűvé válnak, hogy a látótávolság pár száz méterre csökken. Az Etosha-medencéből kifújt porfelhők egészen az Atlanti-óceánig eljutnak. A felhőkben kavargó porszemcsék elősegítik az esős évszak kezdetén a gyakori viharok kialakulását.
A száraz évszakokban a madarak és emlősök csak az itatóhelyeken juthatnak vízhez. A parkban az itatók öt típusát különböztetik meg:
- A természetes itatók olyan sekély mélyedések, amelyekben meggyűlik a víz; júniusra általában kiszáradnak. Az egész parkban sok ilyen, nagyon rövid életű, csapadékfüggő itató van.
- A források a domboldalakban, a sziklák üregeiből és repedéseiből szivárognak. Ezek működése is nagyban csapadékfüggő, és ha kevés volt az eső, a legtöbbjük kiszárad.
- A mélyvízi források (water-table spring) a mélyebb horpadásokban fakadnak, és a talajvíz táplálja őket. Mivel a talajvíz szintje a csapadékviszonyoktól függően változó, változik ezeknek a forrásoknak a szintje és vízhozama is. Némelyikük — mint például az Ombika-forrás — gödrét az állatok és emberek kimélyítették.
- Artézi források: a környező hegyvidékeken beszivárgó víz egyes helyeken a felszínre tör. Ezek állandó hozamú források. A legjobb példák erre a típusra Koinagas és Klein Namutoni artézi kútjai.
- A mesterséges itatókat a park felügyelősége készítette: fúrásokkal hozták felszínre az artézi vizet. A kevéssé kihasznált területeken létesített mesterséges itatókkal a vadállomány jobb megoszlását segítették elő. A szivattyúkat eleinte szélkerékkel hajtották meg, idővel ezek helyét dízel-motorok, majd napelemes szivattyúk vették át. Napenergiával működtetett szivattyúkkal több, megcsappant hozamú természetes forrásra is rásegítenek. Az Etosha fontosabb itatóhelyei: Okaukuejo, Okondeka, Halali és Goas, valamint Sueda és Salvadora.[1][2]

## Növényvilága
A parkban 31 növénytársulást írtak le. Ezeket nyolc csoportba sorolják:
1. Tall Grassveld (A ’veld’ búrul erdőt jelent) — Okondekától délre, a mocsár nyugati szegélye mentén található, füves-erdős, kiszáradt sós mocsárfenék. Csenevész cserjék nőnek itt:
- Salsola tuberculata,
- gyapjas cserje (Leuco-sphaera bainesii),
- ezüstcserje (Mundula sericea) — ez egy rotenon nevű halmérget tartalmaz.

2. Andoniveld — Namutonitól északra és a homokos területtől nyugatra. A talaj a mocsár szintjénél mindössze egy méterrel magasabb, tökéletesen sík és erősen szikes. A Sporobolus spicatus nagy, magas fűcsomói uralják.
3. Édes füves erdők — (Sweet Grassveld on Lime) kiterjedt füves terület a legnagyobb mocsárvidék déli és délnyugati szegélyén, Leeubron, Adamax és Sprokieswoud nyugati övezeteiben. Az esős évszakban ezt látogatják a legtöbben, de az állatok a száraz évszakban is sűrűn járnak ide, mert sok itt az itatóhely. Bokrok és cserjék nőnek itt, a fák közül pedig főként akáciák:
- Acacia nebrownii,
- Acacia mellifera;

továbbá
- Leucosphaera bainesii,
- Monechma tonsum,
- Petalidium englenarum.

A száraz időszakban alig hajt fű, de az esős évszakban a Monelytrum luederitzianum nevű fűféle olyan magasra nő, hogy elrejti a legelésző kisebb állatokat. A nyolcnapos fű (Enneapogon desvauxii) — amint ezt neve is mutatja — mindössze nyolc nap alatt kicsírázik, felnő, virágzik és be is érleli magját.
4. Keleti karszterdő (Eastern Karst Woodlands) — a mocsár déli és keleti szegélyének társuláscsoportja Halali és Namutoni környékén. A meszes talajon:
- tamboti (Spirostachys africana),
- mopane (Colophospermus mopane),
- bíbortermésû terminália (Terminalia prunioides) és
- akácia (Acacia reficiens)

fák nőnek — a zsiráfok (Giraffa camelopardalis) és elefántok (Loxodonta africana) nagy örömére.
5. Kaskoveld (ligetes szavanna) — a park nyugati részén, a látogatóktól elzárt területen.
6. Mopane-bozót (Shrub Mopane) — a M’Bari itatóhelytől nyugatra fekvő, agyagos területet alacsony mopane fák növik be sűrűn. Bár a mopane mindössze 1–2 méter magas, több száz évig is elél.
7. Homokos erdőség (Sandveld) — Namutonitól északra igen jellemző. A homok olyan a mélyvörös, mint a Kalahári-sivatagban. Jellemző növényei:
- termináliák:
  - Terminalia prunioides
  - Terminalia sericea,
- almalevelű kalahári (Lonchocarpus nelsii),
- durva levelű croton (Croton menyhartii).

Noha ez a part egyik legtöbb csapadékot kapó vidéke, a homokos talaj hamar elissza vizet, így a legtöbb állat itatóhelyeken oltja szomját. A homokos talajban sekély a talajvíz, így az esős évszakban a táj hamar kizöldül.
8. Mélyföldek és sós mocsarak (Bottomlands & Saline Pans) — Az egész parkban, kisebb foltokon növő társulások. Legszebb példájuk erre a park Namutoni–Halali–Okaukuejo déli főútja és a tóhoz vezető mellékút kereszteződésétől 1 km-re látható, mopane fákkal benőtt kis mocsár. Ilyen társulások nőnek a park területének mintegy negyedén, és ezek növényzete a legszegényebb. A talaj igen szikes, pH-ja 8,1–10,2. A kisebb mocsarakban a sótűrő fűfélék teremnek; főleg a Craspedarhachis africana.

## Állatvilága
A mocsár déli oldala mentén, Springbokfontein és Okerfontein környékén egy ősi vízfolyás medre a rózsás flamingók (Phoenicopterus roseus) fészkelő helye: az esős évszakban a mederben mintegy 60 cm víz gyűlik össze, oltalmazva a fészkeket a kisebb ragadozóktól (főképp a panyókás sakáltól). Az időszakos tó szigetein is sok flamingó és pelikán (Pelecanus spp.) költ.
A fákon nagy telepekben fészkel a szövőmadár (Ploceus spp.). A tetemek eltakarításáról a keselyűk gondoskodnak. A szavannán él az óriástúzok (Ardeotis kori)
Az elefántok eleinte csak átvonuló vendégek voltak a medencében, de az erős kerítések megépítése után a parkban rekedt csordák letelepedtek. Alaposan lerontották az itatóhelyek környékének képét, mert letarolták a környező fákat és bokrokat.
Sok más, nagy testű növényevő emlős is él itt:
- alföldi zebra (Equus quagga, Equus burchelli),
- zsiráf (Giraffa camelopardalis),
- antilopok:
  - gnú (Connochaetes spp.)
  - nyársas antilop (Oryx gazella)

stb.,
- orrszarvúk:
  - fehér orrszarvú (Ceratotherium simum),
  - fekete orrszarvú (Diceros bicornis).

Fontosabb ragadozók:
- oroszlán (Panthera leo),
- leopárd (Panthera pardus)
- foltos hiéna (Crocuta crocuta),
- panyókás sakál (Canis mesomelas),
- fokföldi róka (Vulpes chama).

## Látnivalói, látogatása
Az első túrát 1946-ban a Dél-Afrikai Vasúti Társaság szervezte. A 137 vendéget 10 nyitott teherautón szállították a parkba. A természetvédelmi szervezet 1955-ben indította be hivatalos turisztikai programját, és már ebben az évben 6210-en látogatták meg Etoshát. A növekvő érdeklődés miatt pihenő táborokat létesítettek a park három stratégiai pontján: Okaukuejo (1955), Namutoni (1957) és Halali (1967) mellett.
A legközelebbi repülőtér Tsumeb városában van, de a park busszal és vonattal is megközelíthető.
A park kocsival jól bejárható, a különböző itatókat és az állatok egyéb kedvelt helyeit kitáblázták. Ki-ki szabadon közlekedhet, ha betart néhány alapszabályt:
- az autóból kiszállni tilos,
- sötétedés után a három körbekerített táborhely valamelyikére kell menni (Namutoni, Halali, Okaukuejo), amik nagyjából 70 km-re vannak egymástól.

Mindhárom táborban vannak élelmiszerboltok, vendéglők, illemhelyek és benzinkutak — magában a parkban viszont kevés az olyan hely, ahol kiszállhatunk az autóból — az illemhelyek egymástól egy–két órányi távolságokra vannak.
A legnagyobb megengedett sebesség 60 km/h, mivel az utak kavicsosak és gödrösek. Három, rövidebb szakaszon a megengedett sebesség 40 km/h.
A park eleinte csak április elejétől október végéig tartott nyitva: az állatok a száraz időszakban figyelhetők meg a legjobban. Ezért az Okaukuejo–Namutoni főútból elágazó kisebb utakat több helyütt is az alacsonyabban fekvő, agyagos területeken vezették át. Ezek az utak az esős évszakban túl vizesek és sárosak, ilyenkor lezárják őket.
A park nyugati része egyáltalán nem látogatható.
A látogatók első meglepetése többnyire az, hogy az itatóhelyeken és környékükön egyáltalán nem nőnek növények. A legtöbb itatót száraz homok vagy sziklás terep veszi körül. Az esős évszakban ezeken kihajt némi növényzet, de azt a néhány hónap múlva, sűrű csordákban visszatérő állatok lelegelik vagy patáikkal földbe tapossák.